# Maarja Kivi
Maarja Kivi (Tallin, Estonia; 18 de enero de 1986), también conocida como Marya Roxx, es una cantante y compositora estonia reconocida por su trabajo con la agrupación Vanilla Ninja. Empezó su carrera en el año 2002 participando del Eurolaul y aunque no ganó, logró llamar lo suficiente la atención como para formar parte en la creación de Vanilla Ninja. Luego de editar dos discos y varios shows, dejó la banda a mediados de 2004 por estar embarazada. En la actualidad continúa con su carrera solista y tiene contrato firmado con BROS Music.

## Discografía

### Álbumes de estudio
| Año  | Título       | Tabla de posiciones | Tabla de posiciones | Tabla de posiciones | Comentarios                             |
| Año  | Título       | DE                  | AT                  | CH                  | Comentarios                             |
| ---- | ------------ | ------------------- | ------------------- | ------------------- | --------------------------------------- |
| 2008 | Payback Time | —                   | —                   | —                   | Publicado por primera vez 5 de nov 2008 |

### Simples
| Año  | Título               | Tabla de posiciones | Tabla de posiciones | Tabla de posiciones | Comentarios                                                                       |
| Año  | Título               | DE                  | AT                  | CH                  | Comentarios                                                                       |
| ---- | -------------------- | ------------------- | ------------------- | ------------------- | --------------------------------------------------------------------------------- |
| 2006 | Could You            | 47 (7 Wo.)          | —                   | 35 (5 Wo.)          | Publicado por primera vez 20 de enero de 2006                                     |
| 2006 | Shine It On          | 48 (5 Wo.)          | 53 (3 Wo.)          | —                   | Publicado por primera vez 15 de septiembre de 2006                                |
| 2008 | 21?! Payback Time    | —                   | —                   | —                   | Publicado por primera vez 25 de enero de 2008 nur in Estland veröffentlicht       |
| 2011 | Blinded              | —                   | —                   | —                   | Publicado por primera vez 11 de septiembre de 2011 publicado solamente en Estonia |
| 2011 | Tie Your Mother Down | —                   | —                   | —                   | Publicado por primera vez 9 de nov 2011 publicado solamente en Estonia            |